# Béli (rivière)
La rivière Béli est une rivière saisonnière du nord du Burkina Faso, située juste au sud de la frontière malienne. C'est un affluent occidental du fleuve Niger, dont le confluent se situe près d'Ayorou.

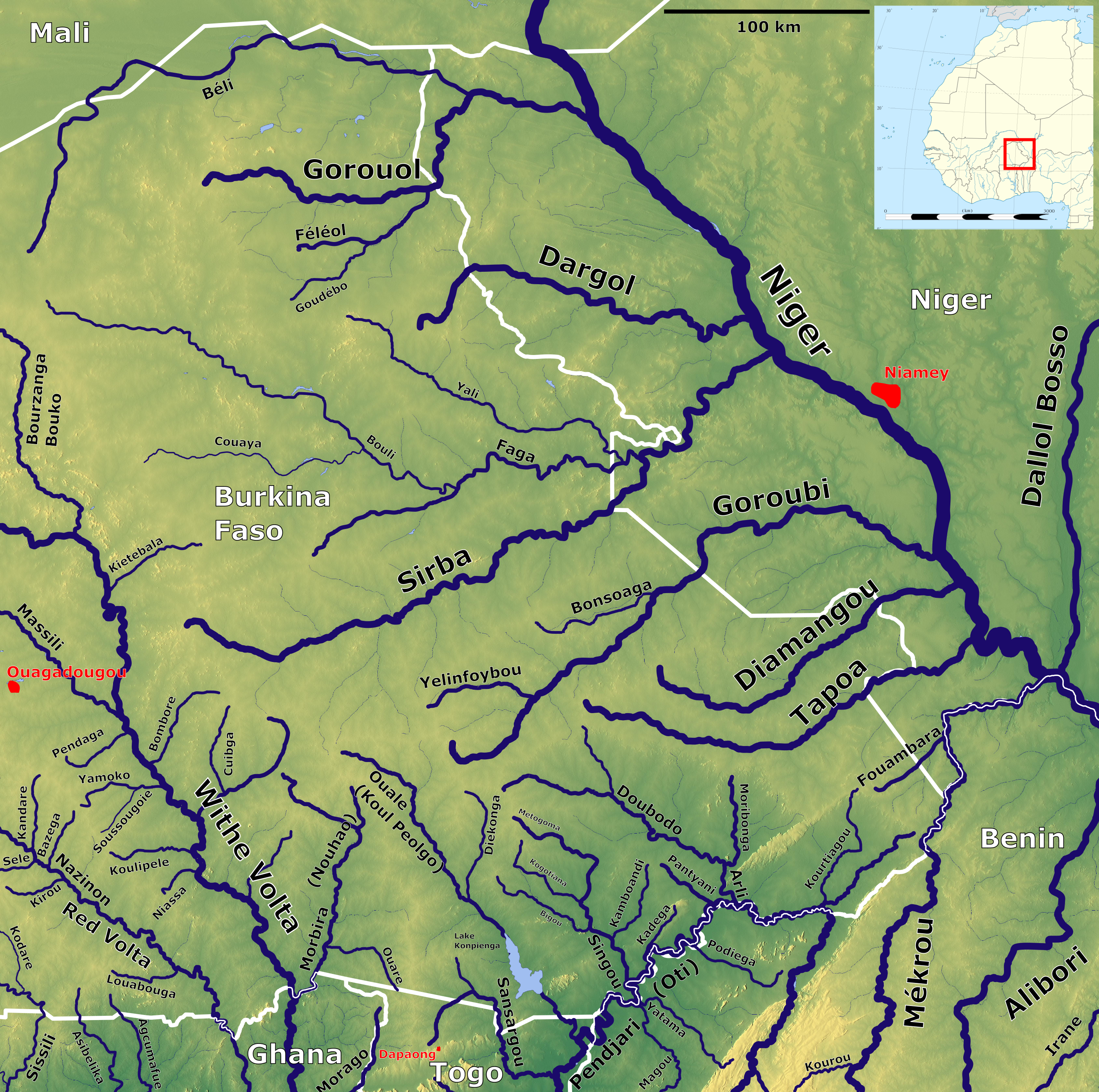

Les terrains de pâturage de Tin-Akoff sont parmi les plus réputés de toute la province de l'Oudalan, grâce à la présence de la rivière Béli.